# Liste der denkmalgeschützten Objekte in Prambachkirchen
Die Liste der denkmalgeschützten Objekte in Prambachkirchen enthält die 4 denkmalgeschützten, unbeweglichen Objekte der Gemeinde Prambachkirchen in Oberösterreich (Bezirk Eferding).

## Denkmäler
| Foto |                 | Denkmal                                                         | Standort                                  | Beschreibung | Metadaten |
| ---- | --------------- | --------------------------------------------------------------- | ----------------------------------------- | --- | --- |
| ja   | Datei hochladen | Bauernhof (Anlage), Moarhof HERIS-ID: 8368 Objekt-ID: 4322      | bei Dachsberg 1 Standort KG: Dachsberg    | | BDA-Hist.: Q38003276 Status: § 2a Stand der BDA-Liste: 2025-06-30 Name: Bauernhof (Anlage), Moarhof GstNr.: 610                                                              |
| ja   | Datei hochladen | Ehem. Schloss Dachsberg HERIS-ID: 8358 Objekt-ID: 4311          | Dachsberg 2 Standort KG: Dachsberg        | Das Schloss Dachsberg wurde nach einem Brand 1672 wieder aufgebaut und im 18. Jahrhundert neu fassadiert. Das Gebäude wird seit 1921 vom Gymnasium Dachsberg genutzt.                                                                                            | BDA-Hist.: Q2240572 Status: § 2a Stand der BDA-Liste: 2025-06-30 Name: Ehem. Schloss Dachsberg GstNr.: 612 Schloss Dachsberg                                                 |
| ja   | Datei hochladen | Dreifaltigkeitssäule HERIS-ID: 8379 Objekt-ID: 4333             | Eferdinger Straße Standort KG: Gallham    | | BDA-Hist.: Q38003389 Status: § 2a Stand der BDA-Liste: 2025-06-30 Name: Dreifaltigkeitssäule GstNr.: 3957 Dreifaltigkeitssäule (Prambachkirchen, Upper Austria)              |
| ja   | Datei hochladen | Kath. Pfarrkirche hl. Margarethe HERIS-ID: 8357 Objekt-ID: 4310 | Prof.-Anton-Lutz-Weg Standort KG: Gallham | Die spätgotische Hallenkirche aus dem 1. Viertel des 16. Jahrhunderts hat bemerkenswerte Netzrippengewölbe im Langhaus und im Chor. Der Aufgang zur dreiachsigen Empore ist mit 1528 bezeichnet. Der Turm mit dem aufgesetzten Zwiebelhelm wurde 1835 errichtet. | BDA-Hist.: Q23541937 Status: § 2a Stand der BDA-Liste: 2025-06-30 Name: Kath. Pfarrkirche hl. Margarethe GstNr.: 5078 Saint Margaret church (Prambachkirchen, Upper Austria) |